# جاسون هوفمان
جاسون هوفمان (بالإنجليزية: Jason Hoffman) (28 يناير 1989 بنيوكاسل في أستراليا - ) هو لاعب كرة قدم أسترالي في مركز الهجوم. شارك مع منتخب أستراليا تحت 20 سنة لكرة القدم ومنتخب أستراليا الوطني لكرة القدم تحت 23 سنة. أما مع النوادي، فقد لعب مع نادي ملبورن سيتي ونيوكاسل يونايتد جتس وهاميلتون أولمبيك وGreater Dandenong FC ‏.

## وصلات خارجية
- جاسون هوفمان على موقع قاعدة بيانات كرة القدم.إي يو (الإنجليزية)
- جاسون هوفمان على موقع Soccerway.com (الإنجليزية)
- جاسون هوفمان على موقع عالم كرة القدم.نت (الإنجليزية)